# Batalla de Abrito
La batalla de Abrito, también conocida como batalla del Forum Terebronii, «Foro Terebronio», ocurrió en la provincia romana de Mesia Inferior, cerca de la ciudad de Abrito (próxima a la actual Razgrad, Bulgaria), en junio o agosto de 251, entre las legiones del emperador Gayo Mesio Quinto Trajano Decio y una coalición de guerreros bárbaros y desertores romanos liderados por el godo Cniva. Las tropas romanas fueron emboscadas en el pantano circundante y masacradas, culminando con el fallecimiento del emperador y de su hijo y coemperador Quinto Herenio Etrusco Mesio Decio.

## Antecedentes
Después de su ascensión al trono en 249, Decio debió afrontar los ataques de las tribus que vivían al norte del Danubio contra las provincias de Dacia y Mesia Superior e Inferior en respuesta al cese del pago de tributos. Su predecesor, Filipo el Árabe, detuvo los pagos iniciados en 238 por Maximino el Tracio, a lo que se sumaba como razón más importante los movimientos migratorios iniciados desde los tiempos de Alejandro Severo.
Decio había adoptado el nombre de Trajano para transmitir la promesa de nuevas victorias en el Danubio pero no demostró la misma habilidad militar de su tocayo. En 250 los carpos atacaron Dacia, el este de Mesia Superior y el oeste de la Inferior. Al mismo tiempo, una coalición compuesta por contingentes de taifalos, peucinos, asdingos, carpos y desertores romanos liderada por el rey godo Cniva cruzó la frontera romana en dos columnas, posiblemente en 249 o 250. Las fuentes clásicas principales, Jordanes y Dexipo, no coinciden en sus versiones de los hechos, que son las siguientes:

### Según Jordanes
La primera columna sitió Marcianópolis (Dvenja, Bulgaria) sin éxito pero siguieron al sur para asediar Filipópolis (Plovdiv). Al parecer iba al mando de los nobles Argiato y Gunderico, quienes eran lugartenientes de Ostrogotha según Jordanes, pero autores modernos consideran que seguramente participaron de esta campaña. La columna principal, encabezada por Cniva, cruzó el Danubio rumbo a Esco y luego a Nova (Svishtov) pero fue repelida por el gobernador Treboniano Galo. El godo continuó hasta Nicópolis con la intención de saquearla, pero fue vencido por Decio.
Perseguido por Galo, Cniva se movió al sur a través del monte Hemo y Decio lo persiguió para salvar a Filipópolis. Cuando el ejército romano acampó en Beroia (Stara Zagora) fue sorprendido por los bárbaros y el emperador huyó a Esco, mientras que Cniva se dedicaba a saquear los campos de Mesia y tomar Filipópolis. El gobernador de Tracia y jefe de la guarnición, Tito Julio Prisco, negoció la rendición pacífica de la ciudad, aunque los bárbaros violaron el acuerdo y esclavizaron a sus habitantes. Como Decio no pudo o no quiso ayudarlo, Prisco se rebeló, pero fue asesinado poco después por oficiales leales al emperador.
El emperador, acompañado de los supervivientes de su ejército, se unió a Galo en los montes de Mesia, trasladándose primero a Nova y luego a Esco, mientras que Cniva capturaba Filipópolis, y finalmente ambos bandos se preparon para la gran batalla.

### Según Dexipo
Según un palimpsesto de Dexipo, llamado Vienna Dexippus, una columna bárbara estaba dirigida por Ostrogotha, rey de los godos, y otra menor por su lugarteniente Cniva. El primero sufrió una derrota en un lugar no especificado y el otro se dirigió a Filipópolis, capital de Tracia. En cambio, Jordanes indica que Ostrogotha murió antes de la invasión y después de vencer en la villa Galtis, a orillas de un río llamado Auha, a Fastida, rey de los gépidos. Muchos eruditos creen que fue Cniva el rey godo a cargo de la fuerza principal.
Dexipo dice que la ciudad cayó por la traición de un vecino que ayudó a un grupo de cinco godos a escalar los muros de noche, informándole de la situación de las defensas. El emperador y su ejército llegaron demasiado tarde y poco después sufrieron, al parecer, una derrota menor en un combate. En cambio, Ostrogotha, envidioso del prestigio alcanzado por su lugarteniente, a quien le dedicaban canciones sus guerreros, decidió enfrentarse a Decio con su propia columna en Beroia, lo que puso nerviosos a los romanos y sus aliados, pero el césar los animó con un discurso en el que les recordó que la cobardía había provocado la traición de un centinela que hizo caer Filipópolis; sin embargo, su fragmento se acaba antes de aclarar qué sucedió, pero el hecho de que el rey godo no vuelva a ser mencionado lleva a historiadores modernos a presuponer que murió en combate. Para Decio era clave recuperarse de su fracaso en salvar a la ciudad e impedir que los romanos cautivos fueran llevados al norte del Danubio.
Entre tanto, un ateniense llamado Ptolomeo reunió una fuerza para defender la frontera entre Macedonia y Tesalia y una hueste de atenienses y beocios ocupó las Termópilas.

## Fuerzas enfrentadas

Representación de una batalla entre romanos y godos. Decoración del Sarcófago Ludovisi, que data de 250-260.

Los cronistas antiguos suelen exagerar enormemente el tamaño de los ejércitos bárbaros, elevando usualmente las hordas a cientos de miles para poder hacer más épicas las batallas. Por ejemplo, la hueste que el rey godo anterior a Cniva, Ostrogotha, es estimada por Jordanes en 300 000 guerreros godos, taifalos, asdingos y peucinos más 3000 carpos, saqueando exitosamente Mesia y Tracia en 248. Típicamente, la exageración era por un factor de diez. Según Jordanes, al vencer a Decio en Beroia, los bárbaros sumaban 70 000 combatientes. En cambio, el lombardo Landolfo Sagax (s. X-XI) afirma que Cniva tuvo 30 000 soldados en el campo de batalla. Los estudios de numismática indican que al menos tres legiones romanas estaban presentes en la batalla, la legio XIV Gemina (procedente de Carnuntum), la legio IV Flavia Felix (de Singidunum) y la legio VII Claudia (de Viminacium), además de unidades auxiliares y vexillationes. Dexipo dice que cuando el emperador enfrentó a Ostrogotha tenía entre 50 000 y 80 000 soldados.
El verdadero tamaño de ambas fuerzas es desconocido, pero sí se sabe que Cniva dividió a sus guerreros en tres unidades, una de ellas oculta detrás de un pantano. Autores modernos creen que las grandes confederaciones de tribus bárbaras sumaban de cincuenta a cien mil personas, de las que un quinto eran hombres adultos en edad militar, unos 10 000 a 20 000 guerreros; esto coincide con la población estimada para los tervingios en el siglo IV.
Según el historiador británico Adrian Goldsworthy: «los relatos de la campaña sugieren que ninguno de los dos ejércitos fuera excepcionalmente grande, probablemente más cerca de la cifra de miles que de las decenas de miles». En cambio, su compatriota y colega, el exmilitar Simon MacDowall, creía que como un emperador «acosado por enemigos internos», Decio debía tener una fuerza de campaña importante, quizás 15 000 a 25 000 hombres, cualquier cifra menor lo dejaría muy expuesto a un general fronterizo deseoso de la púrpura. Además, tras su derrota en Beroia, es casi seguro que esperada refuerzos antes de sentirse seguro para batallar. En cambio, la fuerza de Cniva era un conglomerado de guerreros de diferentes tribus ansiosos por volver a casa con su botín: «Incluso reunir a 10 000 hombres en un solo momento y lugar hubiera sido un gran esfuerzo». Si se cree lo que dice Zósimo de Galo, una gran parte del ejército romano conspiraba con Cniva y no participó de la batalla, y siendo probable que Decio enviara varios destacamentos tratando de perseguir bandas separadas de bárbaros y que algunos de ellos no habrían vuelto para cuando se produjo el choque definitivo; así, McDowall afirma: «entonces el número real de tropas en cada lado en Abrito puede haber sido más o menos igual, tal vez algo cercano a 10 000 hombres cada uno». Por último, el historiador alemán Bruno Bleckmann dice que Dexipo sólo sigue la tradición iniciada por Heródoto de exagerar el número de guerreros bárbaros. Sin embargo, considera que usando de partida los grandes números de las crónicas antiguas, se puede asumir que los godos eran perfectamente capaces de movilizar ejércitos de 10 000 o más combatientes.
Otro historiador británico, Ian Hughes, analizó la cifra de los cronistas de 80 000 romanos. De ser cierta y considerando que se hubiera mantenido la proporción tradicional entre legionarios y auxiliares, el reparto sería en mitades casi iguales, equivalentes a 7 u 8 legiones. Sin embargo, la evidencia arqueológica indica sólo la presencia de las tres legiones antes mencionadas en el área de operaciones. Esto equivaldría a aproximadamente 20 000 legionarios, más igual número de auxiliares y con el aporte de las vexillationes pretorianas bien podían ser 50 000 tropas en el área. Sin embargo, muchas de las unidades habían luchado recientemente contra invasores y usurpadores y pocos años antes fueron azotadas por la plaga, haciendo poco probable que estuvieran con todas sus fuerzas. Así, Hughes descarta los números de los cronistas y asume como un máximo los cincuenta mil. En cuanto de los godos y sus aliados, el británico descarta todo número de las fuentes clásicas como exageración y afirma que si ya era difícil especular sobre el tamaño de la fuerza romana, respecto de sus aliados toda estimación es imposible.

## Localización

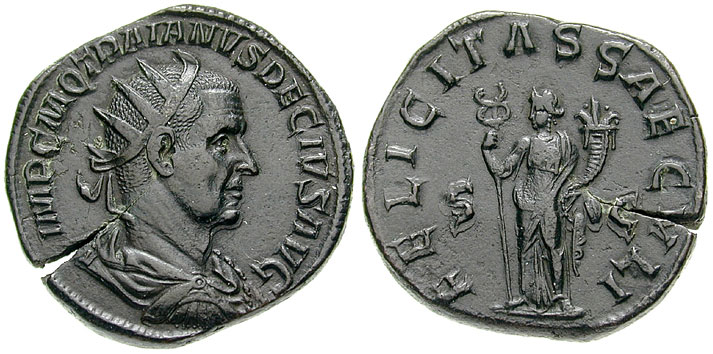
Antoniniano de Decio con la inscripción Felicitas saeculi en el reverso.

La cuestión sobre la ubicación de Abrito —un kilómetro al este de la ciudad de Razgrad—, largamente debatida, se zanjó finalmente gracias a las conclusiones de las de las excavaciones publicadas por T. Ivánov en 1969 y 1971. Sin embargo, trabajos recientes han demostrado que el combate se dio a quince kilómetros al noroeste de Abrito, en el valle del río Beli Lom, al sur de la villa de Dryanovets, en un lugar conocido localmente como Poleto, «el Campo», donde se han encontrado grandes cantidades de monedas, espadas, escudos, lanzas, armaduras, grebas y carpas militares romanas tanto por arqueólogos como por vecinos, lo que indica que ahí debió estar el último campamento romano previo a la lucha. Por ejemplo, se encontró un recipiente cerámico en el sitio con treinta áureos de Gordiano III y Decio en perfecto estado de conservación.

## Batalla
Según Amiano Marcelino, Filipópolis fue devastada y sus 100 000 habitantes fueron masacrados, aunque él mismo autor pone en duda dicho número. Esto ocurrió durante el año 250 o el 251; se ha sugerido el verano de 250 como la fecha de la caída de la urbe y la primavera de 251 como el retorno de Cniva a sus bases.
El saqueo de Filipópolis obligó a Decio a actuar y, después de interceptar partidas germanas y reparar las fortificaciones danubianas, se dirigió contra Cniva, logrando rodearlo cuando intentaba retirarse; el emperador atacó en las cercanías de Abrito (Razgrad) probablemente en julio o agosto de 251.
El césar se sentía muy confiado de ser capaz de aplastar a los invasores en un asalto final, pero Cniva era un hábil táctico y se había familiarizado con el terreno. Jordanes y Aurelio Víctor sostienen que Herenio Etrusco fue muerto por una flecha en una escaramuza previa a la batalla y su padre trató de animar a sus soldados diciendo: «Que nadie llore. La muerte de un soldado no es una gran pérdida para la república». Sin embargo, otras fuentes indican que murió junto a su padre.
El emperador consiguió vencer a los bárbaros en la batalla campal, pero cometió el error de perseguirlos al pantano, donde sus hombres fueron emboscados y masacrados. Fue una de las peores derrotas del Imperio romano y el emperador mismo murió. El historiador finlandés Ilkka Syvänne cree que Cniva ocultó dos de los cuerpos en que dividió su ejército, lanzando primero uno para comprometer en combate a la segunda línea romana y así cuando lanzó al otro contingente emboscado no hubo reserva.
Lactancio, un cristiano de inicios del siglo IV y consejero de Constantino el Grande, describe la muerte de Decio, advirtiéndose su antipatía por el personaje por su persecución de los cristianos, de la siguiente manera: 

...fue repentinamente rodeado por los bárbaros, y le mataron, junto con gran parte de su ejército; no pudo ser honrado con los ritos de la sepultura, sino que, despojado y desnudo, yació para ser devorado por las fieras salvajes y las aves, un final adecuado para el enemigo de Dios.

El erudito bizantino del siglo VI, Zósimo, también describe la derrota:

Prosiguiendo por lo tanto descuidadamente en un lugar desconocido, él y su ejército quedaron enredados en el lodo, y bajo esa desventaja fueron tan atacados por los misiles de los bárbaros que ninguno de ellos escapó con vida, así terminó la vida del excelente emperador Decio.

El historiador bizantino del siglo XII, Zonaras, decía:

...él y su hijo y un gran número de romanos cayeron en la ciénaga; todos ellos fallecieron allí, ninguno de sus cuerpos pudo encontrarse, pues estaban cubiertos por el lodo.

Independiente de la fuente, todas coinciden en que ambos coemperadores murieron en el combate y sus cuerpos acabaron insepultos en los pantanos de la zona. El tesoro imperial fue capturado, lo que explica porque muchas monedas con la efigie de Decio se hayan encontrado en el centro y este de Europa.

## Consecuencias
Syvänne sostiene que esta derrota fue la que llevó al emperador Galieno, en sus reformas militares, a incorporar una tercera línea, hacer crecer el número de jinetes y generar nuevas tácticas.
Por la evaluación de Zósimo y del historiador griego del siglo III, Dexipo, se pensó por mucho tiempo que la derrota se debió a la traición de Galo, teoría que se rechaza actualmente. Parece imposible que las legiones destruidas proclamaran emperador al responsable de la pérdida de tantos de sus compañeros, además que Galo adoptó a Hostiliano, el hijo menor de Decio, tras retornar a Roma.
Galo negoció un tratado con los godos permitiéndoles conservar el botín a cambio de volver a sus tierras y es posible que también acordara un tributo anual a cambio de no atacar al Imperio. Este tratado humillante, el esparcimiento de la plaga de Cipriano y las invasiones del Imperio sasánida en Cercano Oriente provocaron una la pésima reputación de Galo perpetuada en la historia. Sin embargo, D. S. Potter siguiere que, antes del desastre de Abrito, la situación no era tan seria como para que las fuerzas romanas no pudieran derrotar a los invasores y, por lo tanto, fueron los errores de Decio los responsables de los desastrosos acontecimientos. De todos modos, Galo no tenía elección y tenía que librarse de los godos tan pronto como pudiera.
Amiano Marcelino clasificó Abrito como una de las batallas más importantes del Imperio, comparable a Teutoburgo (año 9), Carnunto (180) y Adrianópolis (378). Goldsworthy dice que las bajas romanas «Seguramente» fueron inferiores a las sufridas en Teutoburgo, las que él mismo estima en quince a veinte mil muertos, puesto que cree que en Abrito lucharon sólo unos miles de romanos. De todas formas, la desaparición de tantas unidades debilitó las defensas romanas en la zona, lo que animó más ataques. A pesar del desastre, en 271 el emperador Aureliano consiguió vencer a los godos y matar a su rey, llamado Canablado, en batalla. Gracias a la similitud de nombres, algunos autores creen que podría ser el mismo Cniva.
Sin embargo, inmediatamente después de morir Decio, aprovechando el caos político en que se sumergió el Imperio, los godos siguieron atacando Mesia y en 253 o más probablemente en 254, aunque no hay unanimidad, saquearon Tracia y Macedonia, fallaron en tomar Tesalónica después de un largo asedio, pero siguieron hasta Grecia con la intención de hacerse con Atenas y Acaya, momento en el que fueron vencidos por un gobernador romano llamado Mariano, el orador Filóstrato de Atenas y el gobernador Dexipo de Beocia, que se habían atrincherado con un ejército griego en Termópilas. Esto coincide con inscripciones de Queronea y Lebadea y monedas halladas en Eritrea.
Decio es recordado por ser el primer emperador en morir en batalla contra los bárbaros.